# ناوگان هفتم او-بوت
ناوگان هفتم او-بوت (به آلمانی: 7. Unterseebootsflottille) یکی از یگان‌های رزمی او-بوت‌های کریگس‌مارینه بود.

## تشکیل
این یگان ابتدا تحت عنوان «ناوگان او-بوت وِگِنِر»، روز ۲۵ ژوئن سال ۱۹۳۸ به عنوان چهارمین ناوگان او-بوت‌های کریگس‌مارینه، در کیل تشکیل شد. این ناوگان به افتخار ناوسروان برنت وگنر، فرمانده اس‌ام او-۲۷ و قهرمان او-بوت آلمان در جنگ جهانی اول، نام‌گذاری گردید. ناوگان هفتم او-بوت متشکل از او-بوت‌های جدید نوع ۷ب بود. ناخدا سوم هانس-ارنست زوبه به عنوان نخستین فرمانده ناوگان منصوب گشت.

## تاریخچه عملیاتی
با پدیداری بحران بر سر ناحیه زودتنلنت در ماه سپتامبر سال ۱۹۳۸، ناوگان متشکل از دو او-بوت او-۴۵ و او-۵۱، در آماده‌باش کامل قرار گرفت و به دریا فرستاده شد. دو او-بوت ناوگان مأمور به گشتزنی در دریای شمال گشتند. این مأموریت بدون بروز هیچ حادثه‌ای به پایان رسید.
بهار و تابستان سال ۱۹۳۹ ناوگان به دستور دریادار کارل دونیتس، فرمانده کل نیروی او-بوت، ناوگان به همراه ناوگان‌های دیگر در تمریناتی با شرایط نزدیک به رزم مشارکت نمود. بدین منظور سه او-بوت او-۴۶، او-۴۷ و او-۴۸ به این ناوگان ملحق گردیدند. در جریان تمرینات دو شناور هرتا و ویلهلم باوئر از او-بوت‌ها پشتیبانی می‌کردند و ستاد ناوگان در کشتی انبار هامبورگ مستقر بودند. این فعالیت‌ها که غالباً در دریای بالتیک به انجام رسید، شامل تمرین تاکتیک ولف‌پک، ارتباطات میان او-بوت‌ها و مین‌ریزی بود.

## ساختار
- روز ۳ سپتامبر سال ۱۹۳۹: (آغاز عملیات در ناوگان)
  - او-۴۵ (۲۵ ژوئن ۱۹۳۸)
  - او-۵۱ (۶ اوت ۱۹۳۸)
  - او-۴۶ (۲ نوامبر ۱۹۳۸)
  - او-۴۷ (۱۷ دسامبر ۱۹۳۸)
  - او-۵۲ (۴ فوریه ۱۹۳۹)
  - او-۴۸ (۲۲ آوریل ۱۹۳۹)